# Mikhaïl Anatólievitx Vassíliev
Mikhaïl Anatólievitx Vassíliev   (Uchkuduk, 4 de març de 1961 - Moscou, 25 de febrer de 2025) va ser un jugador d'handbol rus que va competir durant les dècades de 1980 i 1990. Un cop retirat passà a exercir d'entrenador en diferents equips d'handbol.

## Biografia
El 1988 va prendre part en els Jocs Olímpics de Seül, on guanyà la medalla d'or en la competició d'handbol. En el seu palmarès també destaca una medalla d'or al Campionat del Món d'handbol de 1982, els Jocs de l'Amistat de 1984 i els Goodwill Games de 1986. Jugà 189 partits amb la selecció nacional soviètica.
A nivell de clubs jugà al CSKA Moscou i el 1989 fou un dels primers jugadors d'handbol soviètics en sortir a jugar a l'estranger, concretament al Wuppertal alemany, on hi va jugar durant vuit temporades. En el seu palmarès destaquen tres edicions de la lliga soviètica (1982, 1983 i 1987), la Copa d'Europa de 1988 i la Recopa d'Europa de 1987. Una vegada retirat passà a exercir d'entrenador en diferents equips d'handbol alemanys.